# Pa' mala yo
Pa' mala yo è un singolo della cantante dominicana Natti Natasha, pubblicato l'11 gennaio 2019 su etichetta discografica Pina Records come quarto estratto dall'album di debutto Iluminatti.

## Tracce
Download digitale
1. Pa' mala yo – 2:39

## Classifiche
| Classifica (2019) | Posizione massima |
| ----------------- | ----------------- |
| Messico           | 1                 |
| Uruguay           | 16                |